# Steve Kloves
Stephen „Steve” Keith Kloves (Austin, Texas, 1960. március 18. –) amerikai forgatókönyvíró, filmrendező, producer.
Ő rendezte az 1989-es Azok a csodálatos Baker fiúk című filmet. Leginkább regények filmes adaptációiról ismert, ő vitte vászonra a Harry Potter-regényeket (kivéve a Harry Potter és a Főnix Rendjét), illetve a Wonder Boys című regényt is, Wonder Boys – Pokoli hétvége címmel.

## Élete és pályafutása
A texasi Austinban született, de a kaliforniai Sunnyvale-ben nőtt fel. 
A Fremont High School középiskolába járt. Ezután a UCLA-n folytatta tanulmányait, de kilépett, amikor nem vették fel az egyetem filmes iskolájába. Ezután egy hollywoodi ügynök gyakornoka volt. Írt egy forgatókönyvet Swings címmel, amelyre felfigyeltek.

## Filmográfia
| Év   | Magyar cím                              | Eredeti cím                                   | Feladatkör | Feladatkör | Feladatkör |
| Év   | Magyar cím                              | Eredeti cím                                   | Rendező    | Író        | Producer   |
| ---- | --------------------------------------- | --------------------------------------------- | ---------- | ---------- | ---------- |
| 1984 | Versenyfutás a Holddal                  | Racing with the Moon                          | Nem        | Igen       | Nem        |
| 1989 | Azok a csodálatos Baker fiúk            | The Fabulous Baker Boys                       | Igen       | Igen       | Nem        |
| 1993 | Hús és vér                              | Flesh and Bone                                | Igen       | Igen       | Nem        |
| 2000 | Wonder Boys – Pokoli hétvége            | Wonder Boys                                   | Nem        | Igen       | Nem        |
| 2001 | Harry Potter és a bölcsek köve          | Harry Potter and the Philosopher's Stone      | Nem        | Igen       | Nem        |
| 2002 | Harry Potter és a Titkok Kamrája        | Harry Potter and the Chamber of Secrets       | Nem        | Igen       | Nem        |
| 2004 | Harry Potter és az azkabani fogoly      | Harry Potter and the Prisoner of Azkaban      | Nem        | Igen       | Nem        |
| 2005 | Harry Potter és a Tűz Serlege           | Harry Potter and the Goblet of Fire           | Nem        | Igen       | Nem        |
| 2009 | Harry Potter és a Félvér Herceg         | Harry Potter and the Half-Blood Prince        | Nem        | Igen       | Nem        |
| 2010 | Harry Potter és a Halál ereklyéi 1.     | Harry Potter and the Deathly Hallows – Part 1 | Nem        | Igen       | Nem        |
| 2011 | Harry Potter és a Halál ereklyéi 2.     | Harry Potter and the Deathly Hallows – Part 2 | Nem        | Igen       | Nem        |
| 2012 | A csodálatos Pókember                   | The Amazing Spider-Man                        | Nem        | Igen       | Nem        |
| 2016 | Legendás állatok és megfigyelésük       | Fantastic Beasts and Where to Find Them       | Nem        | Nem        | Igen       |
| 2018 | Legendás állatok: Grindelwald bűntettei | Fantastic Beasts: The Crimes of Grindelwald   | Nem        | Nem        | Igen       |
| 2018 | Maugli: A dzsungel legendája            | Mowgli: Legend of the Jungle                  | Nem        | Nem        | Igen       |
| 2022 | Legendás állatok: Dumbledore titkai     | Fantastic Beasts: The Secrets of Dumbledore   | Nem        | Igen       | Igen       |